# バトルアスリーテス大運動会
『バトルアスリーテス大運動会』（バトルアスリーテスだいうんどうかい）は、1997年から1998年にかけ、OVA、テレビアニメ、コンピュータゲームなどさまざまなメディアで展開されたメディアミックス企画。

## 作風
50世紀の未来を舞台として、世界最高のスポーツエリートが出場するスポーツ大会「大運動会」を目指して努力する少女・神崎あかりとその友人たちを描いたスポ根ストーリーである。SFの観点からみると、物語の冒頭での地球の地軸の直角転倒、宇宙への人類の進出の過程とその規模、人類の骨格や筋肉の物理的限界や法則を（ほぼ）無視した大学衛星での訓練内容や大運動会の記録に関してはスペースオペラとも言える。英題は "BATTLE ATHLETESS DAIUNDOKAI"。キャラクターの共通ユニフォームはミニTシャツと競泳用水着調のハイレグレオタードになっている。

## あらすじ
物語は西暦4998年、主人公・神崎あかりが訓練校に在籍している時点から始まる。宇宙撫子（コスモビューティー）となった御堂巴を母に持つ神崎あかりは、自分の潜在能力を徐々に開花させつつ、世界最高のスポーツエリートが出場するスポーツ大会「大運動会」の出場を目指す。

## 登場人物

### 南極訓練校
神崎 あかり（かんざき あかり）
声 - 夏樹リオ
本編の主人公。日本の北海道出身の15歳（物語開始時）の少女。西暦4983年3月23日生まれ。身長158センチ。3サイズは76・59・80。日本の北海道出身。 ロングヘアと、リボン状のヘアバンド、そしてそこから出るウサギの耳（上に伸び、後ろに向かって反っている）のような二束の癖毛が特徴。
性格はドジでおっちょこちょい、何かあるとすぐ落ち込むが、失敗にめげず前向きに頑張る一面も持っている。母親は伝説の宇宙撫子・御堂巴（ただし、あかりが訓練校に入学する半年ほど前に夭折）。父親は行方不明。 同じ日本人だからか、親友同士になった一乃をいっちゃんと呼び、頼る。物語の序盤では実力と母親の肩書きの不一致のために物笑いの種になっていたが、友人たちとの競り合いのなかで持ち前の才能を開花させ、みごとに代表選考会で優勝。大学衛星に駒を進め、そこで出会ったクリス、アンナとチームを組み宇宙撫子を目指す。
<OVA版> 大学衛星入学式で新入生代表として挨拶する。大運動会本選では負傷棄権したクリスの意思を継ぎ、母に憧れ幼き頃より伸ばしてきた髪を切りラーリとの決勝に臨む。
<TV版> 落ち込むと愛用のダンボール「あかりハウス」に逃げ込む癖があり、一乃にその都度ツッコまれている。母親の記念館の記録では3年前の12歳になった時点でもおねしょの癖が治っておらず、布団に世界地図を描いていた。一人っ子として甘やかされて育ったことから精神面では他人に頼ってしまうというもろい部分があり、訓練校時代の一乃や大学衛星で出会ったクリスを心の支えにして競技に臨んだ。大学衛星ではミスターミラクルの指導の下、苦戦しながらも大運動会本選に出場。準決勝では前宇宙撫子ラーリに奇跡の逆転勝利を収め、同じくミランダを撃破したクリスと決勝で相対する。大運動会を優勝し、宇宙撫子となったその後、ネリリ星人により開かれた超運動会に参加して蘇った17歳頃の母である御堂巴と決勝4000mリレーのアンカーとして勝負する。
<小説版> 入学1年目の大運動会では初戦敗退。その後は衛星最深部で外界との接触を絶ち、ひたすらトレーニングに励んでいたが、2年後、リハビリを終えて大学衛星入学を果たした一乃と大運動会本選出場権を賭けて勝負することに。
柳田 一乃（やなぎだ いちの）
声 - 久川綾
西暦4982年12月31日生まれ。身長160センチ。3サイズは72・58・80。日本の大阪出身で、大阪タイガースのファン。ボーイッシュで、へそだしの際どいハイレグを着用することもある。
南極訓練校にて神崎あかりと出会い、親友になる。あかりにはいっちゃんと呼ばれて慕われている。バイタリティーにあふれ、根性・気合・ガッツが信条。頼りないあかりを実の姉妹のように励まして面倒を見るが、その急激な成長に脅威と嫉妬を感じている自分に気付いて自己嫌悪に陥る。あかりと大学衛星に行くことを誓ったが、選考会の直前に右足首を疲労骨折してリタイア。
<TV版> 選考会には出られなかったものの、弟や大阪のファンとともに応援のために来場し、心挫けそうになっているあかりにエールを贈る。翌年に大学衛星で再会することを約束し、あかりの旅立ちを見送る。その後、ネリリ星人との超運動会に大学衛星選抜者以外からただ一人出場、決勝リレー第3走者としてアンカーのあかりにバトンをつなぐ。
<小説版> 2年に渡るリハビリの後、西暦5001年、南極訓練校2位の成績で念願の大学衛星に入学。大運動会出場を賭けてあかりとの勝負に臨む。
ジェシー・ガートランド
声 - 伊藤美紀
西暦4981年6月10日生まれ。身長172センチ。3サイズは87・60・90。アメリカ・デトロイト出身。
南極訓練校で常にトップの成績を修め、2位のアイラを良きライバルとして競っていた。基本的には明るく気さくな性格だが、伝説の宇宙撫子・御堂巴に崇拝とも言えるあこがれを抱いており、その娘でありながらヘタレなあかりに苛立ち、激しい敵意を燃やす。選考会ではあかりの次点で大学衛星に入学する。
<OVA版> 大学衛星入学時に登場したのみで、以後大きな出番はなし。
<TV版> 訓練校での通り名は金のジェシー。大運動会予選会では着実に勝ち星を重ねるが、前宇宙撫子ラーリに完敗し自信を喪失、大学衛星を中退して故郷に帰る。しかしその後、ネリリ星人来襲の際にあかりの訪問によって再起し、超運動会に出場する。超運動会では憧れていた御堂巴の実物のはしゃぎっぷりにややショックを受けていた模様。決勝リレーでは第1走者として出場し、御堂巴を驚かせる互角の走りを見せた。スラム出身であり、幼いころに妹を亡くしている。
<小説版> 訓練校時代の二つ名はトップ・ガン。5001年度大運動会で2年ぶりにあかりと対戦するも、越えられない差を悟って大学衛星を退校し、ロシアのアイラの元に身を寄せる。
ターニャ・ナティピタッド
声 - 阪口あや
西暦4984年5月5日生まれ。身長153センチ。3サイズは84・58・85。アフリカ出身。
体を動かすことと食べることが大好きな野生児で、小柄な身体ながらスタイルもジェシーやアイラにも負けないトランジスタ・グラマー。だが、基本的にお子様なため、色気の源となる恥じらいに欠ける。
3つ年上の兄、ンヴァキがおり、彼女が10歳の時、大学衛星に入学したいと思うきっかけともなった。走ることが得意で、いわくチーターをも抜いたことがあるという。部族に伝わる駆けっこの神「ンガジ」を信仰し、儀式のために仲間に迷惑をかけることも。大学衛星にはあかり・ジェシーに次ぐ3位で入学した。
各種関連書籍・エンドクレジットでは名前の「ナティピタッド」の部分が一貫しておらず、媒体ごとに微妙に異なった名前が記載されている。
<OVA版> 上級生の補充要員として前宇宙撫子・ラーリのチームに編入される。大学衛星男子校との交流戦「七夕」の代表選手にあかり・ミランダと共に選ばれる。大運動会には途中敗退するも、ラーリただ一人の友人として決勝まで彼女を応援し続ける。
<TV版>大運動会本選出場権を賭けてあかりと対戦するも敗退し、以後は練習相手としてあかりのサポートに回る。大運動会終了後はネリリ星人との超運動会に代表選手の一人として出場する。人間離れした身体能力を発揮し、型にはまらない動きで周囲を常に驚かせていた。TV版ムックの後日談によると「ジャングル大帝」という称号を与えられて伸び伸びと暮らしていたが、兄の縁談に大反発して家出した先で出会った別部族の青年にそれまで知らなかった感情を抱く。
<小説版> 2年後の新入生歓迎エキシビションで一乃の前に現れた際には、かなり鍛え上げられた姿を披露。大運動会本選でジェシーに敗退、大学衛星を退校する。
アイラ・ヴェフェラスカ・ロスノフスキ
声 - 沢海陽子（テレビアニメ版第4話 幼少時：田村ゆかり）
西暦4981年5月8日生まれ。身長177センチ。3サイズは88・60・86。ロシア出身。
南極訓練校では常にジェシーに次ぐ2位に着けていた。得意種目は水泳。大運動会開催以来、一度も宇宙撫子を出したことがないロシアが自国の威信を掲げて産み出した試験管ベビー。大学衛星選抜の有力候補だったが選考試験直前に自国が九龍に買収されたため、試験途中で棄権する。
<TV版> 金のジェシーに対して銀のアイラと呼ばれる。感情を表すことが苦手だったがジェシーと競い合ううちに熱い情熱に目覚める。当初訓練校でドンケツであったあかりの練習に付き合い、自分らしからぬ行動に嬉しさと戸惑いを覚える。あかりの才能にもいち早く気づいていた。故郷に帰国後、ロシア時代のコーチ・セルゲイと結婚、生まれてくる子供には親友ジェシーの名を付ける予定。
<小説版> 二つ名は氷の微笑。南極訓練校退校後、祖国ロシアのノボシビルスクで保母の道を志す。
王 鈴花（ウォン リンファ）
声 - 川田妙子
西暦4982年8月21日生まれ。身長162センチ。3サイズは82・58・83。中国の九龍出身。
華僑の大物の家に17人目の子供として生まれる。幼いころからの礼儀作法の教育に嫌気が差し、大学衛星への入学を決意する。試験中に不正行為をしたり、怪しげな漢方薬を生徒達に売ったりと何かと問題行動が多い。得意種目は自転車。
<TV版> 最終選抜試験では4位に終わって大学衛星行きを逃すが、カツラを被ってマーシャルと名を変え、大学衛星に入学。ジェシー・ターニャとチームを組むも、大運動会最終予選であかりのチームに敗退する。超運動会には参加メンバーとしてお呼びかからなかった唯一のメンバーであるが、大会終了直後に駆けつける。
<小説版> 最終トライアスロンの自転車競技でリタイアし、故郷の九龍に戻るも、花嫁修業や勉強ばかりの窮屈な生活を嫌って家出。ロシアに寄り、自国の都合でアイラをリタイヤさせてしまったことを詫びた後、見聞を広めるために旅に出る。
唐島 由美香（からしま ゆみか）
声 - 折笠愛
西暦4961年8月2日生まれ。身長175センチ。3サイズは86・59・86。日本の千葉出身。
南極訓練校の保険医。生徒の治療、健康管理、救護活動を一手に担当する。27歳独身。
<TV版> 足を骨折して訓練校を去る一乃のメッセージをあかりに伝えた。超運動会には地球代表団の医療スタッフとして参加。

### 大学衛星
クリス・クリストファ
声 - 川上とも子
西暦4982年1月1日（4981年9月23日?）生まれ。身長175センチ。3サイズは87・61・89。月・ビギナーズ地区出身。
あかりとアンナのルームメイト。自然回帰民族「ビギナーズ」の生まれで、精霊と会話することができる。非暴力を唱えている一族の教義により、他人と争うことを嫌う。御堂巴が100メートル走の際に見たという「光」に憧れて陸上を始めた。
<OVA版> 裸で踊る妙な性癖がある。ラーリ・あかりと共に大運動会決勝に進出するが、ミランダの妨害によって負傷し、棄権を余儀なくされる。大運動会終了後は故郷の月に帰り、ビギナースの巫女となった。
<TV版> レズっ気があり、あかりの恋人を自称する。月から連れてきた乳牛、牛兵衛と常に行動を共にする。ミスターミラクルにその才能を見出され、あかりの才能を引き出すためのライバルとして育成される。準決勝では精霊の力によってあかりと心を通い合わせ、難敵ミランダを撃破。だが、不慮の事態によって決勝戦の日程が延期し、誕生日を迎えたクリスはビギナーズの巫女となるために故郷への帰還を迫られるが、巫女の資格を放棄してあかりとの決勝戦に臨む。超運動会の選抜メンバーとして参加し、そこで出会ったあかりと仲の良い一乃をライバル視する。超運動会決勝リレーでは第2走者として参加。
<小説版> 消息を絶ったあかりの再起を信じて2年間トレーニングに励む。大運動会でミランダの妨害行為からあかりを庇って視力を失うが、決勝戦であかりと共に100メートルを走り、念願の「光」を見る。
アンナ・レスピーギ
声 - 矢島晶子
西暦4982年8月7日生まれ。身長158センチ。3サイズは85・62・87。辺境のコロニー「クラシック7」の出身。
あかりとクリスのルームメイトで、料理が得意な家庭的な少女。実力ではクリス・あかりに劣るがデータ分析能力に優れ、頭脳でチームに貢献する。
<OVA版> 実は、母親の果たせなかった大学衛星進学の夢を叶えるため、女として育てられた少年。本人も自分を女性だと思い込んでおり自分のもつ男性器も女性として普通だと考えていた。様々な出来事を経てあかりやクリスと信頼できる仲間になったものの大浴場にて男性であることが発覚、他の生徒も含め大騒動になってしまう。事実が発覚した後は大学衛星男子校に転校し、その後、年に一度の男女交流戦「七夕」にてあかりと対戦する。男性と自覚した後は髪型も男性風に変え中性的な美男子となっていたため、対戦当初はあかりもアンナと気付かず一目惚れに近い状態で意識していた。あかりがアンナと認識した後はクリスも含め友情を再確認、その後も変わらず友情が続いている。
<TV版> 訓練校時代、双子の姉妹であるエレーヌを試合中に負傷させ、大学衛星進学を手にした過去を持つ。勝つためには手段を選ばない残忍な一面を内に秘める。大運動会本選一回戦で対戦したミランダに一時は善戦するも、最終的には実力でも反則でも格の違いを見せられて敗退。その後、超運動会には選手としては出場せず、補欠として食事など選手たちの身の回りの世話に従事した。
<小説版> 実はアンナの双子の姉妹エレーヌ。不慮の交通事故によって大学衛星進学を断念せざるを得なくなったアンナの身代わりとして入学するが、真実が発覚して退学する。
ラーリ・フェルドナント
声 - 山口由里子
西暦4980年6月30日生まれ。身長177センチ。3サイズは87・62・89。モンゴル出身。
4997年度・4998年度大運動会で連続優勝した宇宙撫子で、史上初の三連覇を狙う。感情をめったに表に出さずに黙々と勝利を重ねる姿から、「勝利を生み出す機械」、「記録製造機」の異名を取る。他の選手にはほとんど関心を持たず、己が最高記録を生み出すことにのみ固執する。
<OVA版> 名は「ラーリ」のみで姓はない。クリスを最大のライバルと見定めて執着するが、クリスはミランダの妨害によって負傷し、決勝戦を棄権。当初は歯牙にもかけていなかった意外な伏兵・あかりと決勝で対戦することになる。唯一、チームメイトであるターニャにだけは心を開く。
<TV版> かつてミランダとは切磋琢磨しあう良きライバルであったが、更なる高みを目指すために友情を捨て訣別した。大運動会準決勝では圧倒的な実力であかりを突き放すが、あかりとクリスの友情の前に迷いが生じて敗退する。超運動会に参加して御堂巴と勝負をするも、加速時の衝撃波に煽られて負傷。大運動会後はミランダとは和解し、かつての良き関係を築いている。
<小説版> チベットの高地民族ハイランダーの出身だが、名門フェルドナント家へ養子に出された。前人未到の4連覇を果たし、御堂巴の残した100メートル最高記録を抜くために5回目の大運動会に挑むが、準決勝で予想外の成長を遂げていたあかりに敗退。
ミランダ・アーカー・ヴァルター
声 - 岡村明美
西暦4980年10月2日生まれ。身長175センチ。3サイズは86・60・85。
昨年・一昨年とラーリに敗れて苦杯をなめてきた万年2位の上級生。かつてラーリとはよきライバルだったが、ある事件をきっかけに彼女を倒すことへ愛憎の入り混じった異常なまでの執着を見せるようになる。そのことから、ラーリに挑戦する権利は自分にのみあると思っており、その邪魔となる者には決して容赦をしない。
<OVA版> フランス出身。18歳。常に能面のように無表情で、自分の障害となる者を排除するためには試験妨害などの姑息な手段も厭わない。大運動会準決勝で開眼したあかりに敗れる。その後、決勝戦のコースに細工をしてクリスを負傷棄権に追い込み、大学衛星を退学処分となる。
<TV版> コロニーNo.3出身。全身から野獣のような殺気を漲らせ、対戦相手を完膚なきまで叩き潰すパワーファイター。過去の暴力行為によって拘束・幽閉されていた。大運動会準決勝でクリスを苦しめるが、目標とするラーリがあかりに敗れたために戦意を喪失し、敗退する。だが、この敗北はラーリ・ミランダ両名にとって己を見つめ直す契機となり、2人はかつてのよきライバル関係を取り戻す。
<小説版> 5001年度大運動会ではあかりに不覚を取り、屈辱の一回戦リタイア。逆恨みからあかりとラーリの準決勝を妨害しようとするが、クリスに阻止される。
デューン・ロックランド
<小説版> 5001年度、南極訓練校をわずか13歳でトップの成績で卒業し、大学衛星に入学した天才少女。同訓練校2位の一乃を姉のように慕い、彼女の行くところにはどこへでもついていく。性格は無邪気でわがままだが、根は寂しがり屋。
入学式では新入生代表として在校生代表のターニャと対戦する。初試験でジェシーを破ったのを皮切りに大学衛星でもすぐに頭角を現し、大運動会への出場を確実視されていたが、ミランダとの練習試合でヒザを粉砕骨折して断念。
ティム・バリー
<小説版> グリーンランド出身、北極訓練校卒。
一乃とデューンのルームメイト。黒髪で蒼い瞳の美少女。非常にプライドが高く、他人と馴れ合うことを嫌う。デューンの活躍に頼る形で上位にランクインすることを嫌い、チームの解散を申し出る。その後は個人でトレーニングを積むが、大運動会への出場は果たせず、一度は故郷に帰ろうとするが、大運動会出場者最終選考での一乃の走りを見て思い直し、来年度へ向けて訓練を再開する。
グラン・オールドマン
声 - 中田浩二
大学衛星の校長にして最高責任者。大の日本通で常に和服を好み、校長室も和風に改装されている。あかりの素質に早くから着目していた。
<OVA版> かつて、異星人とのスポーツによる代理戦争で地球に勝利をもたらした伝説的アスリート。だが、今は、大学衛星の女子寮や女風呂に突然現れてはいつの間にかいなくなる神出鬼没のスケベ親父。特訓と称しつつセクシーポーズの練習をさせたり、ユニフォームを男性受けの良いセクシー系に変更したりと公私混同にも事欠かない。一方で生徒の身は常に案じており、トラブルが起きれば校長自ら仲裁に赴くなど責任者としての自覚は忘れていない。あかりたちが危機に陥った際は、自ら救助活動を行い全員無事助けるなど実力も衰えていない。
<TV版> 西暦2015年、ネリリ星人の偵察員・安藤とスポーツ勝負をし、勝利したSP。その後、3000年に渡り、ネリリ星人に対抗するために数々の選手を育ててきた。宇宙船を素手で受け止める強靭な肉体を持つ。TV版ムックの後日談によると、超運動会以後に大学衛星校長職を辞し消息不明となるが、高山や海、宇宙空間など生身の人類ではあり得ない場所での目撃情報が多数寄せられるようになる。
ジョアン・ウー
声 - 折笠愛
大学衛星の女性教官。
<OVA版> 新入生全般の指導および試験を統括する。
<小説版> あかり・クリス・アンナのチームの担当教官。軍隊上がりで、生徒に容赦ない罵詈雑言を浴びせる。奇しくも2年後、大学衛星進学を果たした一乃の担当教官となる。
ミスター・ミラクル
声 - 石塚運昇
<TV版> 大学衛星で今まで7人の宇宙撫子を育て上げた名コーチ。仮面で顔を隠しており、本名・経歴一切が不明。あかり・クリス・アンナのチームおよび、かつてはラーリとミランダの担当教官でもあった。その肉体は極限まで衰弱しており、担当医エリックの作るチョコレートで栄養補給をする。「奇跡」を生み出すことを生き甲斐とする。
その正体は御堂巴の夫にして神崎あかりの父、神崎大佐ヱ門。来るべきネリリ星人の侵略に備え、素顔を隠し、それに対抗できる選手を育成してきた。娘・あかりの真の才能を開花させるため、クリス・クリストファの専属教官となる。
エリック・ロバーツ
声 - 井上和彦
<TV版> ミスター・ミラクルの主治医。肉体の衰弱したミラクルに常に同行し、健康を管理する。ミラクルは彼の作ったチョコレート以外の食事は取らない。だが、実はネリリ星人の超科学に魅せられて地球を裏切ったスパイ。ミラクルの食すチョコレートに密かに毒を盛り、また、御堂巴のデータをネリリクイーンに提供する。
ブルース・スペンス
<小説版> 一乃・デューン・ティムの担当教官。体育会系ではなく理数系の細身の男。デューンの底知れぬ才能に興味を持ち、彼女を宇宙撫子に育て上げる夢を抱く。ティムからチームの解散が申請された際にも即座に受理し、以後はデューンの専属教官となる。

### その他の登場人物
御堂 巴（みどう ともえ）
声 - 高橋美紀
西暦4962年9月23日生まれ、4998年3月7日逝去。
神崎あかりの母。数々の記録をうち立てた伝説の宇宙撫子。特に、大運動会決勝でマークした100メートル走の記録は20年以上を経ても破られておらず、その際、彼女はゴールに「神の光」を見たという。あかりに大学衛星へ行くように言い残し、息を引き取る。
<OVA版> 4977年度宇宙撫子。100m走の大会記録は9秒ジャスト。
<TV版> 第977代宇宙撫子。16歳から18歳まで無敗のまま引退し、大佐ヱ門と結婚。大学衛星のグラウンドには彼女の巨像が飾られている。ネリリ星人の超科学力によって全盛時の17歳の肉体で復活し、超運動会であかり達の最強の敵として立ちはだかる。
大佐ヱ門いわく、「天才」を超える「天然」で、普通の人の半分の努力で倍以上の結果を出せるほどの才能の持ち主であり、当時はハイテンションな性格であった。最終的にあかりと暮らしている。
<小説版> 大運動会2連覇後に引退し、結婚。大会記録は7.6105289秒。
ネリリクイーン
声 - 五十嵐麗
<TV版> スポーツ勝負による地球侵略を企むネリリ星人の女王。自称「宇宙を彷徨う美と強さの探求者」。地球の惑星そのものを自らのコレクションに加えようとする。
観音寺（かんのんじ）
声 - 北島淳司
<TV版> 大大阪放送のアナウンサー。本来は芸能レポーターだが、南極訓練校でイベントが催される際は必ず中継に現れ、大阪出身の一乃を応援する。一乃のリタイア後は同じ日本人で親友のあかりの応援に回り、大運動会・超運動会でも実況を務める。
セルゲイ・ガレンシュタイン
声 - 室園丈裕
<TV版> アイラのロシア時代のコーチ。彼女をロシア初の宇宙撫子の座につけるべく育て上げたが、勝利を重視するあまりにアイラにスポーツの素晴らしさを伝えることができず、冷徹な機械のようにしてしまったことを後悔している。最終試験の前日、祖国が買収・併合されたことを伝えるために訓練校を訪れる。帰国後はアイラと結婚し、子をもうける。
ボブソン・ハワード神父
声 - 上田敏也
<TV版> 妹キャシーを失い、天涯孤独の身となったジェシーを引き取り、彼女に走る喜びを伝えた人物。彼自身も一流のアスリートであり、若いころは「フィールドの核弾頭」、「暴れん坊のボビィ」と呼ばれていた。御堂巴やグラン校長とも旧知の仲。教会で引き取っている多くの身寄りのない子供達を育てるために賭け陸上でその食費を稼いでいたが、八百長の申し出を断ったためにマフィアの報復に遭い、視力を失ってしまう。
ジェラード・パクストン
声 - 青野武
<OVA版> 大学衛星男子校校長。本人によく似た目つきの悪いオス犬を飼っている。女子校のグラン校長とは犬猿の仲で、年に一度開催される男女交流戦で勝った方が女子校の校長となる賭けを毎年しているが、一度も勝ったことはない。

## 用語
大学衛星
西暦3996年、次世代を担う優秀な女性アスリートを育成するために衛星軌道上に設立されたスポーツ専門大学。エンブレムに書かれているUSSAの文字は、UNITED-SYSTEM-SPORTS-ACADEMYの頭文字。世界各地の訓練校を優秀な成績で卒業した者だけが入学でき、新入生は必ず3人一組のチームを組んで訓練をするならわしになっている。
<OVA版> 太陽系の人類の移住した各惑星に存在し、また地球衛星軌道上には他に大学衛星男子校も存在する。
<TV版> 太陽系各惑星の代表選手が集結するスポーツの総本山。その真の目的は来るべきネリリ星人の侵略に対抗できる最強のアスリートを育てることにある。衛星上部の鳥の翼のようなオブジェは宇宙船として航行が可能で、超運動会の舞台ネリリ本星へ選手達を移送した。
大運動会
年に一度、大学衛星最高のアスリートを決めるために開催される宇宙規模の大イベント。競技種目は年度によって異なるが、決勝戦だけは伝統的に100メートル競走と決まっている。
<OVA版> 大学衛星に在籍する全生徒（4999年度は108名）が参加し、それまでの訓練および本大会で獲得した総合ポイントによって最優秀選手が決定される。
4999年度競技種目
- 1回戦：障害物競走
- 2回戦：スーパーハイジャンプ
- 3回戦：玉入れ
- 4回戦：1500メートル競走
- 決勝戦：100メートル競走

優勝：神崎あかり、準優勝：ラーリ
<TV版> 約30戦に渡る予選会の勝率上位30名が出場資格を得る。本大会は1対1のトーナメント方式によって行われる。
4999年度競技種目
- 1回戦：テニス
- 2回戦：障害走（ハードル、ハイジャンプ、棒高跳）
- 3回戦：ポカポカジャンケン
- 準決勝：エアホッケー
- 決勝戦：100メートル競走

優勝：神崎あかり、準優勝：クリス・クリストファ
<小説版> 訓練成績の獲得ポイント上位50名によって行われる。1回戦は必ず（シード選手を除き）全員参加の競技と決まっている。
5001年度競技種目
- 1回戦：コロッセウム・バトルロイヤル
- 2回戦：スノーボード
- 3回戦：パーフェクト・ショット（PK戦）
- 4回戦：1 on 1（バスケットボール）
- 準決勝：エアホッケー
- 決勝戦：100メートル競走

優勝：クリス・クリストファ、準優勝：神崎あかり
宇宙撫子（コスモ・ビューティー）
毎年の大運動会最優秀選手に贈られる名誉ある称号。全人類全ての少女達の憧れであり、その栄誉を目指して大学衛星および各地の訓練校で数多くの選手達がしのぎを削っている。
<TV版> 西暦4999年度優勝の神崎あかりは第1003代宇宙撫子。
<小説版> 男子大学衛星最優秀選手は「双天覇王」と呼ばれる。
南極訓練校
南極にある大学衛星入学者を選抜するための進学訓練校。後述の極移動により、この時代の南極は赤道上に位置する。半年の訓練期間の後、最終試験として行われるトライアスロンの上位3名が大学衛星に進学する権利を得る。
超運動会
<OVA版> 西暦5000年を記念して太陽系全惑星の大学衛星代表によって開催される人類最大のスポーツイベント。地球代表選手は神崎あかり、ラーリ、ターニャ・ナティピタッド他、全10名。
<TV版> 地球侵略を目論むネリリ星人との、人類の命運を賭けたスポーツ勝負。ネリリ本星で開催される。地球人代表は神崎あかり、柳田一乃、ターニャ・ナティピタッド、クリス・クリストファ、ラーリ・フェルドナンド、ミランダ・アーカー・ヴァルター、ジェシー・ガートランドの計7名。
ネリリ星人
<TV版> 数多くの惑星にスポーツ勝負を挑み、負けた星の人類を改造・隷属させながら銀河を放浪する侵略宇宙人。惑星を自在に動かし、死者をも甦らせる高度な科学力を有する。西暦2015年に地球に飛来した偵察員によってその存在が判明し、約3000年後の西暦4999年ついに本隊が太陽系に襲来する。
大転倒
21世紀に地球を襲った約90度の大規模な極移動現象。これにより、この時代の南極は赤道直下の南国になっている。
<OVA版> 西暦2015年、二大国間の対立による世界大戦の最中に発生。全世界に壊滅的な被害をもたらすが皮肉にも戦争を終結させ、以後人類は復興の名の下に統一される。
<TV版> 西暦2034年、ネリリ星人の地球人類に対する警告として発生する。これにより、人類の99%が死滅した。
ビギナーズ
クリス・クリストファの所属する宗教的共同体。自然回帰を唱え、科学技術の使用を最低限に抑えて生活している。非暴力・精霊信仰など独自の文化を形成し、そのほとんどは月面に居住している。50世紀時点での人口は約1万人。
九龍（クーロン）
王 鈴花の故郷。香港・中国を中心に9つの国家が合併して誕生した地球最大の巨大国家。豊富な資金力を背景に周囲の国家を買収・併合し続けている。
七夕
<OVA版> 年に一度、男女大学衛星の軌道変更のためのドッキング行事。その際には男子校と女子校の親善試合が開催され、4999年度は神崎あかり、ターニャ・ナティピタッド、ミランダ・アーカー・ヴァルターの3名が女子校代表として出場した。
あかりハウス
<TV版> 神崎あかりが精神的に落ち込んだときに逃げ込む段ボール箱。南極訓練校で使用していたものの他に、大学衛星で使用したあかりハウス2、超運動会で使用したあかりハウス3の3基が存在し、いずれも超運動会後に開設された神崎あかり記念館に展示されている。その他に、クリスとアンナが真似て作ったクリスハウス、アンナハウスも存在する。TV放送時には実物大の商品がムービックより発売されていた。

## OVA
1997年5月25日から1998年6月25日にかけて全6巻が発売。大学衛星に入学したあかりの成長を描く。ビデオ版とレーザーディスク版とDVD版がリリースされている。

### スタッフ（OVA）
- 原案・監修 - 林宏樹
- 監督 - 小沢一浩
- 構成・脚本 - 倉田英之
- キャラクターデザイン - 牧野竜一
- コンセプチュアルデザイン - 神宮司訓之
- デザインワークス - 渡辺浩二
- 美術監督 - 脇威志
- 撮影監督 - 鈴木秀男
- 音響監督 - 本田保則
- 音楽 - 服部隆之
- 企画協力 - ジェンコ
- 制作協力 - 童夢
- 制作 - AIC
- 製作 - PIONEER LDC、AEON、テレビ東京

### 主題歌（OVA）
「胸を張ろう！」
夏樹リオによるエンディングテーマ。作詞は枯堂夏子、作曲は服部隆之、編曲は関淳二郎。

### 各話リスト（OVA）
| 話数      | サブタイトル                          | 演出     | 絵コンテ | 作画監督                                | 発売日         |
| --------- | ------------------------------------- | -------- | -------- | --------------------------------------- | -------------- |
| MISSION-1 | Chronicle Beginning 〜年代記の始まり  | 小沢一浩 | 小沢一浩 | 越智信次                                | 1997年 5月25日 |
| MISSION-2 | Oath Entrant 〜誓いの新入生           | 八谷賢一 | 八谷賢一 | 久保まさひこ                            | 7月25日        |
| MISSION-3 | Screaming Advance 〜驚きの進歩        | 外山九一 | 外山九一 | 崔ふみひで                              | 10月25日       |
| MISSION-4 | Match Unexpected 〜思いがけない好敵手 | 八谷賢一 | 八谷賢一 | 越智信次                                | 12月21日       |
| MISSION-5 | Objective Tension 〜目標への努力      | 星川孝文 | 小沢一浩 | 越智信次、堀井久美 崔ふみひで、柿田英樹 | 1998年 3月21日 |
| MISSION-6 | Stage Yonder 〜舞台の向こうに…        | 小沢一浩 | 小沢一浩 | 越智信次、岩田幸大 大和田直之           | 6月25日        |

## テレビアニメ

### バトルアスリーテス大運動会
1997年10月3日から1998年3月27日にかけてテレビ東京系列各局で放送された。放送時間は毎週金曜18時30分から19時00分「テレビ局ネットワーク」『アニメディア』1998年1月号、学研、105 - 107頁。。全26話。OVA版で語られた話とはパラレルワールドの物語であり、関連性は無い。アメリカで販売された際の英語版タイトルは "BATTLE ATHLETES VICTORY" で、英字タイトルの "BATTLE ATHLETESS" とは違って中性名詞を使っている。ビデオ版とレーザーディスク版とDVD版がリリースされている。なお、OVA版と区別するため『TVシリーズ バトルアスリーテス 大運動会』、『バトルアスリーテス大運動会 TV』と表記されることもある。

#### スタッフ
- 原案 - 林宏樹
- 監督 - 秋山勝仁
- シリーズ構成 - 倉田英之、黒田洋介
- キャラクターデザイン - 奥田淳
- 美術監督 - 池田繁美
- 撮影監督 - 小澤次雄
- 音響監督 - 本田保則
- 音楽 - 周防義和
- プロデューサー - 森尻和明、岩田牧子
- 制作 - AIC
- 企画協力 - ジェンコ
- 製作協力 - AEON、アイアンドエス
- 製作 - PIONEER LDC、SOFTX、テレビ東京

#### 主題歌
「Tsubasa」
朝倉ゆかりによるオープニングテーマ。作詞は室生あゆみ、作曲は吉本一、編曲は羽毛田丈史。
「HONEY BEE」
Jamic Spoonによるエンディングテーマ。作詞・作曲は忌野清志郎、編曲はJamic Spoon & 山崎哲也。

#### 各話リスト
| 話数 | サブタイトル                      | 脚本     | 演出           | 絵コンテ       | 作画監督                                       | 初放送日       |
| ---- | --------------------------------- | -------- | -------------- | -------------- | ---------------------------------------------- | -------------- |
| 1    | よういどん                        | 倉田英之 | 小林孝志       | 秋山勝仁       | 伊東伸高                                       | 1997年 10月3日 |
| 2    | クーロンズ・アタック！            | 倉田英之 | 鈴木利正       | 小林孝志       | 伊藤良明                                       | 10月10日       |
| 3    | ンガジの夜                        | 倉田英之 | たきざわのぼる | 鈴木利正       | 斉藤英子                                       | 10月17日       |
| 4    | マイライバル                      | 倉田英之 | 岩崎良明       | 岩崎良明       | 柳瀬雄之                                       | 10月24日       |
| 5    | 傲慢                              | 黒田洋介 | 村田雅彦       | 小村敏明       | 村田雅彦、増谷三郎                             | 10月31日       |
| 6    | 帰還                              | 倉田英之 | 小林孝志       | 小林孝志       | 北島信行                                       | 11月7日        |
| 7    | 慟哭                              | 黒田洋介 | 鈴木利正       | 鈴木利正       | 伊藤良明                                       | 11月14日       |
| 8    | 沈みゆく才能                      | 倉田英之 | ミズシマセイジ | ミズシマセイジ | 斉藤英子                                       | 11月21日       |
| 9    | その向こう側にあるもの            | 黒田洋介 | たきざわのぼる | 小村敏明       | 柳瀬雄之                                       | 11月28日       |
| 10   | 蘇る約束                          | 倉田英之 | 村田雅彦       | 石山タカ明     | 奥田淳                                         | 12月5日        |
| 11   | ガール・ミーツ・ガールズ          | 倉田英之 | 村田雅彦       | 石山タカ明     | 斉藤英子                                       | 12月12日       |
| 12   | 三匹が行く！                      | 倉田英之 | 安藤健         | 菱川直樹       | 増谷三郎、別所誠人                             | 12月19日       |
| 13   | 続・三匹が行く！                  | 黒田洋介 | 河村明夫       | 河村明夫       | 宍戸久美子                                     | 12月29日       |
| 14   | 新・三匹が行く！                  | 倉田英之 | 鈴木利正       | 石山タカ明     | 斉藤英子                                       | 12月29日       |
| 15   | 光                                | 黒田洋介 | 小林孝志       | 小林孝志       | 佐藤道雄、河野悦隆 別所誠人、奥田淳 大和田直之 | 1998年 1月9日  |
| 16   | 闇                                | 倉田英之 | 雄谷将仁       | 石山タカ明     | 柳瀬雄之、奥田淳 河野悦隆                      | 1月16日        |
| 17   | ごめんなさい                      | 黒田洋介 | 星川孝文       | 岩崎良明       | 伊藤良明                                       | 1月23日        |
| 18   | 戦う理由                          | 倉田英之 | 吉本毅         | 鈴木利正       | 北島信幸、河野悦隆 佐藤道雄、大和田直之        | 1月30日        |
| 19   | フロム・ハート・トゥ・ハート      | 倉田英之 | 河村明夫       | 河村明夫       | 宍戸久美子                                     | 2月6日         |
| 20   | ともだち                          | 倉田英之 | 別所誠人       | 小林孝志       | 小林多加志、奥田淳 北島信幸、河野悦隆          | 2月13日        |
| 21   | ラストダンスは私に                | 倉田英之 | 鈴木利正       | 石山タカ明     | 守岡英行                                       | 2月20日        |
| 22   | さよなら、こんにちは              | 倉田英之 | 安藤健         | 安藤健         | 柳瀬雄之、奥田淳                               | 2月27日        |
| 23   | 復活の日                          | 倉田英之 | ミズシマセイヂ | ミズシマセイヂ | 斉藤英子                                       | 3月6日         |
| 24   | 民族の災典                        | 倉田英之 | 星川孝文       | 星川孝文       | 伊藤良明                                       | 3月13日        |
| 25   | 神よ泣け！ ネリリ星人のひどい罠！ | 倉田英之 | 別所誠人       | 小林孝志       | 北島信幸、佐藤道雄 本橋秀之                    | 3月20日        |
| 26   | ごぉるいん！                      | 倉田英之 | 秋山勝仁       | 秋山勝仁       | 奥田淳、河野悦隆 北島信幸、佐藤道雄 別所誠人   | 3月27日        |

| テレビ東京系列 金曜 18:30 - 19:00 | テレビ東京系列 金曜 18:30 - 19:00 | テレビ東京系列 金曜 18:30 - 19:00 |
| 前番組                            | 番組名                            | 次番組                            |
| --------------------------------- | --------------------------------- | --------------------------------- |
| スレイヤーズTRY                   | バトルアスリーテス大運動会        | ロスト・ユニバース                |

### バトルアスリーテス大運動会 ReSTART!
2021年4月から6月までテレビ朝日系列『NUMAnimation』枠ほかにて放送された。前作から100年後を舞台に開催されることになった「神・大運動会」を中心とする物語が展開される。

#### 登場人物（ReSTART!）
明星 かなた（あけほし かなた）
声 - 諸星すみれ
本作の主人公。北海道出身。
地球代表。大らかなお人よしで明るい性格。15歳。北の大地にあるジャガイモ農家の娘であり、物心が付いた頃より農作業で鍛えたことから、体力は途方もなく、身体能力も抜群の一人。スポーツの手ほどきを大好きで心から尊敬している祖母（前作の主人公・神崎あかり）から受けている。
エヴァ・ガレンシュタイン
声 - 石川由依
フォン・エスクラーボコロニー代表。16歳。超人的な能力を持っており、競技の全てでトップを走り続ける。別の宇宙撫子候補生に対しては決して交わることがなく、出自および身元は不明。無表情で無感情な性格を見せている。
シェリイ・ウォン
声 - 富田美憂
金星代表。15歳。前作の王 鈴花の子孫。大運動会制覇を古より悲願としていた名家であるウォン家の一族の娘の一人。完璧な選手だとして悲願達成を期待されるも、大事故に遭い、右腕と左脚を失ってしまう。引退勧告を拒否して想像できる範囲をはるかにこえた末、義肢の選手に選ばれ同代表になる。
ヤナ・クリストファ
声 - 早見沙織
月代表。宗教民であるビギナーズ出身。前作のクリス・クリストファの子孫。泥沼の内戦で月で続き、自身も難民であるも、争いを終わらせようと宇宙撫子を目指そうとする。月における予選では、戦火を生き延びていた親友と最後まで争っていた。
リディア・ガートランド
声 - 鬼頭明里
火星代表。前作のジェシー・ガートランドの子孫。巨大企業であるガートランドグループの総帥の一人娘。小柄な体を何とも思わず、強烈なメンタルから頂点を狙っていく。
パリア・レスピーギ
声 - 南條ひかる
冥王星代表。前作のアンナ・レスピーギの子孫。医者でもある文武両道における天才少女の一人。冥王星における医療技術を発展させようと、宇宙撫子候補生となって大運動会へと体を投げ出す。

#### スタッフ（ReSTART!）
- 原案 - 林宏樹[24]
- 原作 - バトルアスリーテス 大運動会
- 監督 - 佐々木勅嘉[24]
- 助監督 - ありもとじろう
- シリーズ構成 - 香椎葉平[24]
- キャラクターデザイン - 春山和則[24]
- 総作画監督 - 長尾浩生
- プロップデザイン - 清水美穂、クシュワハクシャグラ
- 美術監督 - 中原英統[24]
- 色彩設計 - 近藤直登[24]
- 撮影監督・編集 - 堀川和人[24]
- CGディレクター - 福士直也
- 音響監督 - なかのとおる[24]
- 音楽 - hisakuni、賀佐泰洋、山崎真吾、曽木琢磨、髙橋祐子、トミタカズキ、横地健太[24]
- 音楽プロデューサー - 松原憲
- 音楽制作 - SUPA LOVE[24]
- プロデューサー - 遠藤一樹、本木円、岩谷能宣、谷口博康、前田義和、大槻宏美、大友優衣子、大森慎司、松原憲、渋谷慶長、山本哲也
- アニメーションプロデューサー - 岩谷能宣
- 制作 - アニメーションスタジオ・セブン[24]
- 製作 - 太陽系管理委員会（ウルフズベイン、スターリーキューブ、テレビ朝日、セブン、日本コロムビア、AICライツ、テレビ朝日ミュージック、玉越、CTW、BSフジ、SUPA LOVE、フューチャーリープ、クロックワークス）

#### 主題歌（ReSTART!）
「コバルトの鼓動」
諏訪ななかによるオープニングテーマ。作詞・作曲・編曲はOSTER project。
「桜舞い散る夜に」
近藤玲奈によるエンディングテーマ。作詞・作曲は浅井真、編曲は佐藤清喜。
エンディングでは、全国の視聴者から送られてきた高校、大学の女子陸上競技部の女子選手全員が競技衣装でポーズをとって映っている画像を（忍たま乱太郎のEDにおけるイラスト紹介のような形式で）エンディング毎に紹介している。
「Tsubasa」
明星かなた（諸星すみれ）による最終話エンディングテーマ。作詞は室生あゆみ、作曲は吉本一。
第1作『バトルアスリーテス大運動会』のオープニングテーマのカバー。
「煌めく彼方へ」
天宮みや（少女フラクタル）による第1話挿入歌。作詞はMarcia、作曲・編曲は神奈森ユウ、魔王（幽閉サテライト）。
「約束のゴールまで」
天宮みや（少女フラクタル）による第2話挿入歌。作詞はMarcia、作曲・編曲は神奈森ユウ、魔王（幽閉サテライト）
「見つけてチュチュ」
天宮みや（少女フラクタル）による第4話挿入歌。作詞・作曲・編曲は奥山ナマリ（幽閉サテライト）。正式な曲名は「見つけてチュチュチュ!」。
「あなたの幸せ、私の幸せ」
天宮みや（少女フラクタル）による第5話挿入歌。作詞は天宮みや、作曲・編曲は神奈森ユウ、魔王（幽閉サテライト）。正式な曲名は「あなたの幸せ、私の幸せ。」。
「ファンファーレ」
天宮みや（少女フラクタル）による第9話挿入歌。作詞はMarcia、作曲・編曲は神奈森ユウ、魔王（幽閉サテライト）。

#### 各話リスト（ReSTART!）
| 話数     | サブタイトル             | 脚本     | 絵コンテ       | 演出           | 作画監督                                          | 初放送日       |
| -------- | ------------------------ | -------- | -------------- | -------------- | ------------------------------------------------- | -------------- |
| 1st Run  | オンユアマーク！         | 香椎葉平 | 佐々木勅嘉     | ありもとじろう | 長尾浩生                                          | 2021年 4月11日 |
| 2nd Run  | 走り出す夢               | 香椎葉平 | 佐々木勅嘉     | 布施康之       | Kim Myoungsim                                     | 4月18日        |
| 3rd Run  | それぞれの想い           | 小林亮介 | 山本恭平       | 竹内崇         | 竹内一将 西村元秀 三関宏幸 程昊                   | 4月25日        |
| 4th Run  | 砕けゆく正々堂々         | たかだ誠 | 馬場竜一       | Choi Jongki    | Kim Myoungsim                                     | 5月2日         |
| 5th Run  | 光はあるから             | 香椎葉平 | 山本恭平       | 山本辰         | 谷口繁則 服部益実                                 | 5月9日         |
| 6th Run  | 決戦前夜                 | 小林亮介 | 飯田崇         | 布施康之       | Kim Jongbeom Lee Seongjae                         | 5月16日        |
| 7th Run  | 宿命にふる雨             | 香椎葉平 | 馬場竜一       | 馬場竜一       | 馬場竜一                                          | 5月23日        |
| 8th Run  | 記憶                     | 香椎葉平 | 佐々木勅嘉     | Han Younghoon  | Kim Myoungsim Han Younghoon                       | 5月30日        |
| 9th Run  | 事を成す力               | たかだ誠 | 飯田崇         | ありもとじろう | 三関宏幸 野沢弘樹 竹内一将                        | 6月6日         |
| 10th Run | 届かない世界             | 小林亮介 | みうらさぶろう | Go Sungwoon    | Kim Kiyeop Im Sookyung Lee Seokyoon               | 6月13日        |
| 11th Run | お願い                   | たかだ誠 | いまざきいつき | いまざきいつき | 程昊 三関宏幸 野沢弘樹 馬場竜一 竹内一将 長尾浩生 | 6月20日        |
| 12th Run | オーバー・ザ・レインボー | 香椎葉平 | 佐々木勅嘉     | 佐々木勅嘉     | 程昊 三関宏幸 野沢弘樹 馬場竜一 長尾浩生          | 6月27日        |

#### 放送局
| 放送期間                | 放送時間                     | 放送局                                                   | 対象地域 | 備考                                                 |
| ----------------------- | ---------------------------- | -------------------------------------------------------- | -------- | ---------------------------------------------------- |
| 2021年4月11日 - 6月27日 | 日曜 1:30 - 2:00（土曜深夜） | テレビ朝日（製作参加）をはじめとするテレビ朝日系列全24局 | 日本国内 | 字幕放送 / 『NUMAnimation』枠                        |
|                         | 日曜 22:30 - 23:00           | テレ朝チャンネル1                                        | 日本全域 | CS放送 / リピート放送あり 全話で副音声付き放送を実施 |
| 2021年4月14日 - 6月30日 | 水曜 0:30 - 1:00（火曜深夜） | BSフジ                                                   | 日本全域 | 製作参加 / BS/BS4K放送 / 『アニメギルド』枠          |

| 配信開始日    | 配信時間                   | 配信サイト |
| ------------- | -------------------------- | --- |
| 2021年4月11日 | 日曜 2:00（土曜深夜） 更新 | Amazon Prime Video |
| 2021年4月14日 | 不明                       | テレ朝動画 TELASA FOD GYAO!ストア Google Play クランクイン！ビデオ J:COMオンデマンド TSUTAYA TV DMM.com ニコニコチャンネル バンダイチャンネル ビデオマーケット みるプラス music.jp Rakuten TV |
| 2021年4月18日 |                            | ABEMA プレミアム dアニメストア Paravi ひかりTV Hulu U-NEXT |

| テレビ朝日系列 NUMAnimation     | テレビ朝日系列 NUMAnimation         | テレビ朝日系列 NUMAnimation |
| 前番組                          | 番組名                              | 次番組                      |
| ------------------------------- | ----------------------------------- | --------------------------- |
| ワールドトリガー（2ndシーズン） | バトルアスリーテス大運動会 ReSTART! | RE-MAIN                     |

#### BD
発売元：アニメーションスタジオ・セブン ・ 販売元：株式会社JSDSS
| 巻 | 発売日        | 収録話          | 規格品番 |
| -- | ------------- | --------------- | -------- |
| 1  | 2021年5月14日 | 第1話 - 第3話   | MP-BD13  |
| 2  | 2021年6月18日 | 第4話 - 第6話   | MP-BD14  |
| 3  | 2021年7月16日 | 第7話 - 第9話   | MP-BD15  |
| 4  | 2021年8月13日 | 第10話 - 第12話 | MP-BD16  |

#### 関連番組
オープニングテーマ歌手の諏訪ななかとエンディングテーマ歌手の近藤玲奈によるWebラジオ『諏訪ななか・近藤玲奈のバトルアスリーテス大運動会 ReSTART!音楽部！』が、2021年3月17日よりHiBiKi Radio Station・YouTubeにて配信。毎月2回更新。
明星かなた役の諸星すみれとエヴァ・ガレンシュタイン役の石川由依によるWeb番組『バトルアスリーテス大運動会ニコ生でもRestart!』が、2021年4月17日よりニコニコ生放送にて配信。

## ゲーム
発売元はいずれもインクリメントP。パイオニアの系列会社だが、後にゲーム分野から撤退してカーナビソフトなどの開発をしている。
バトルアスリーテス大運動会
対応機種はセガサターン。発売日は1996年12月13日。コーチとなって神崎あかりを育成する育成シミュレーションゲーム。
バトルアスリーテス大運動会 オルタナティブ
セガサターン版を改良移植したPlayStation版。1998年1月15日発売。廉価版が2000年5月25日に発売された。
電撃PlayStationソフトレビューでは75、65の140点。レビュアーはボイスをオンにするとテキストが飛ばせない、ディスク読み込みが結構多い、競技シミュレーションは中断不可で長い、ステータスを見るのも面倒、展開が冗長でSS版とあまり変わらず飽きが早いかもしれず育成ゲームとしては雑でやや古いとしたが、挑発的なギリギリのグラフィックでほんの僅か幸せになれ、あかりが可愛いと思えば楽しくなるとした。
バトルアスリーテス大運動会 GTO
1999年1月14日発売のPlayStation版。ポリゴンの選手キャラクターを操作してレースを行うハイパーオリンピック系統のアクションゲーム。「GTO」とは“グランド・トライアル・おんなのこ”の略。
なお、『バトルアスリーテス大運動会』と『バトルアスリーテス大運動会 GTO』の2作品は、のちにMajor Wave シリーズとして株式会社ハムスターより再発売された。
2010年9月22日からはガンホー・オンライン・エンターテイメントにより、PS版『大運動会オルタナティブ』がPlayStation 3、PlayStation Portable用ソフトとしてゲームアーカイブスにて600円で配信された。いずれもレイティングはCERO：B（12才以上対象）。

### コラボレーション
Re:ステージ！プリズムステップ
hotarubiのスマートフォン向け音楽ゲーム。『バトルアスリーテス大運動会 ReSTART!』とのコラボを2021年4月26日から実施。

## ラジオドラマ
バトルアスリーテス大運動会
1996年1月、KBS京都のラジオ番組『折笠愛のムーンライトカフェ』にて放送。全4回。キャスティングは神崎あかりに菅原文を始め、後に製作されたアニメ・ゲームとは異なっている。このラジオドラマはCD化されていない。
TV バトルアスリーテス大運動会 ラジオ アストロ番外地
文化放送のラジオ番組『水野愛日のHARAPEKOPAI』にて放送されたラジオドラマ。全7回。こちらはCD化されており、1998年8月に発売。基本的な設定やキャストはテレビアニメ版を踏襲しているが、話の内容は完全にギャグ一辺倒で、そういった意味でテレビアニメ版とはいくらか違って見えるキャラクターもいる。

## 小説
電撃G's文庫 バトルアスリーテス大運動会（全4巻）
著者 - 倉田英之。発行元 - メディアワークス、発売元 - 主婦の友社。
電撃G's文庫 バトルアスリーテス大運動会 外伝（全2巻）
著者 - 倉田英之、桑原忍、黒田洋介、紺野たくみ、荒木洋。発行元 - メディアワークス、発売元 - 主婦の友社。

## コミック
電撃コミック バトルアスリーテス大運動会
『月刊電撃コミックガオ!』で連載された、主人公・神崎あかりが訓練校入学から宇宙撫子（コスモビューティー）になるまでを描く作品。中野友貴による作画で、単行本は全4巻。メディアワークスによる発行で、主婦の友社から発売された。
OVA バトルアスリーテス大運動会 A.D.4999
主人公が大学衛星入学から宇宙撫子（コスモビューティー）になるまでを描く作品。作中の西暦5000年に行われる「超運動会」が登場している。単行本は全3巻。メディアワークスによる発行で、主婦の友社から発売された。
DRAGON COMICS バトルアスリーテス大運動会EX
アニメ版制作のAICが発行した『AICコミックLOVE』に掲載された、全編番外編的な作品。たかしたたかしによる作画で、単行本は角川書店から2001年に発売された。同じAIC作品の『魔法少女プリティサミー』とのコラボレーション漫画もある（プリティサミーはテレビシリーズの設定で天野美紗緒も登場するが、ピクシーミサは登場しない）。
ペイル・ブルー・ドット バトルアスリーテス大運動会 ReSTART!
『バトルアスリーテス大運動会 ReSTART!』のスピンアウト作品。高遠るいによる作画で、2020年7月から2021年3月まで実業之日本社のウェブコミック配信サイト「COMICリュエル&COMICジャルダン」にて連載された。高遠曰く「舞台設定は旧作の百年後、新作の十数年前」だそうであるが、厳密にはつながっておらず、過去の各メディア版の要素を盛り込んだ内容となっているほか、AICの他作品の登場人物（にちなむ容姿の登場人物）も多々登場する。
バトルアスリーテス大運動会 ReSTART! プリマ・ステラ
『バトルアスリーテス大運動会 ReSTART!』の公式本編コミカライズ。主人公はシェリイ・ウォン。香椎葉平によるストーリー構成と青井一世による作画で、2021年4月からブシロードのウェブコミック配信サイト「コミックブシロードWEB」にて連載中。

## パチスロ
パチスロ バトルアスリーテス大運動会
ニューギンより発売。